# 玛琳·埃斯帕扎
玛琳·埃斯帕扎（Marlen Esparza；1989年7月29日—） 是美国的一名拳击运动员，在2012年夏季奧林匹克運動會拳擊比賽中获得一枚铜牌。
埃斯帕扎于2007年毕业于帕萨迪纳高中。在2006年的世界女子拳击锦标赛上赢得一枚铜牌。